# Jillian Murray
Jillian Leigh Murray (Reading, 4 de junho de 1984) é uma atriz americana. Ela talvez seja mais conhecida por seu papel como Portlyn em Sonny with a Chance e como Heather em An American Carol.

## Vida e carreira
Murray nasceu em Reading, Pensilvânia, Em 2003, ela fez sua estréia no cinema no filme independente Deep Toad como Natashia. Ela foi posteriormente lançada em Fifty Pills como Jayne, seguido por Pretty Little Devils também conhecido como Pretty Little Devils. Seu primeiro papel principal foi The Fun Park.
Em 2009, Murray interpretou Gwen Adams na comédia romântica American High School. Mais tarde, ela foi Heather em An American Carol, Abby Graves em The Graves, O Graves e Lex Mitchell em Forget Me Not.
Murray atuou em um papel recorrente na série original do Disney Channel Sonny with a Chance, no papel de Portlyn. Ela teve um papel no Cougar Hunting no papel de Penelope chumbo (filha de Lara Flynn Boyle), bem como em Wild Things: Foursome, no papel de Brandi Cox.

### Filmografia
| Ano  | Filme                              | Papel                         | Notas              |
| ---- | ---------------------------------- | ----------------------------- | ------------------ |
| 2003 | Deep Toad                          | Natashia                      | Papel sem créditos |
| 2005 | Fifty Pills                        | Jayne                         |                    |
| 2005 | One Night With You                 | Brianna                       |                    |
| 2006 | Drake and Josh                     | Drake's Girl (2 episódios)    |                    |
| 2006 | The Fun Park                       | Megan Davis                   |                    |
| 2007 | Mass Effect                        | Liara T'Soni (Apenas o rosto) |                    |
| 2008 | Pretty Little Devil                | Megan Woods (a.k.a Legacy)    |                    |
| 2008 | Knuckle Draggers                   | Amy                           |                    |
| 2008 | American High School               | Gwen Adams                    |                    |
| 2008 | An American Carol                  | Heather                       |                    |
| 2008 | Forget Me Not                      | Lex Mitchell                  |                    |
| 2008 | The Graves                         | Abby Graves                   |                    |
| 2009 | Cougar Hunting                     | Penelope                      |                    |
| 2009 | Sonny With a Chance                | Portlyn (4 episódios)         |                    |
| 2010 | Wild Things: Foursome              | Brandi Cox                    |                    |
| 2010 | Visible Scars                      | Stacy                         |                    |
| 2010 | Slash                              | N/A                           |                    |
| 2010 | The Jace Hall Show                 | Ela mesma (vários episódios)  |                    |
| 2010 | Mass Effect 2                      | Liara T'Soni (Apenas o rosto) |                    |
| 2011 | Never Back Down 2                  | Eve                           |                    |
| 2011 | MTV's Awkward                      | Jenna Plus/ Olivia            |                    |
| 2012 | The Graves 2: Return to Skull City | Abby Graves                   |                    |
| 2012 | Mass Effect 3                      | Liara T'Soni (Apenas o rosto) |                    |